# Pod Picadorem

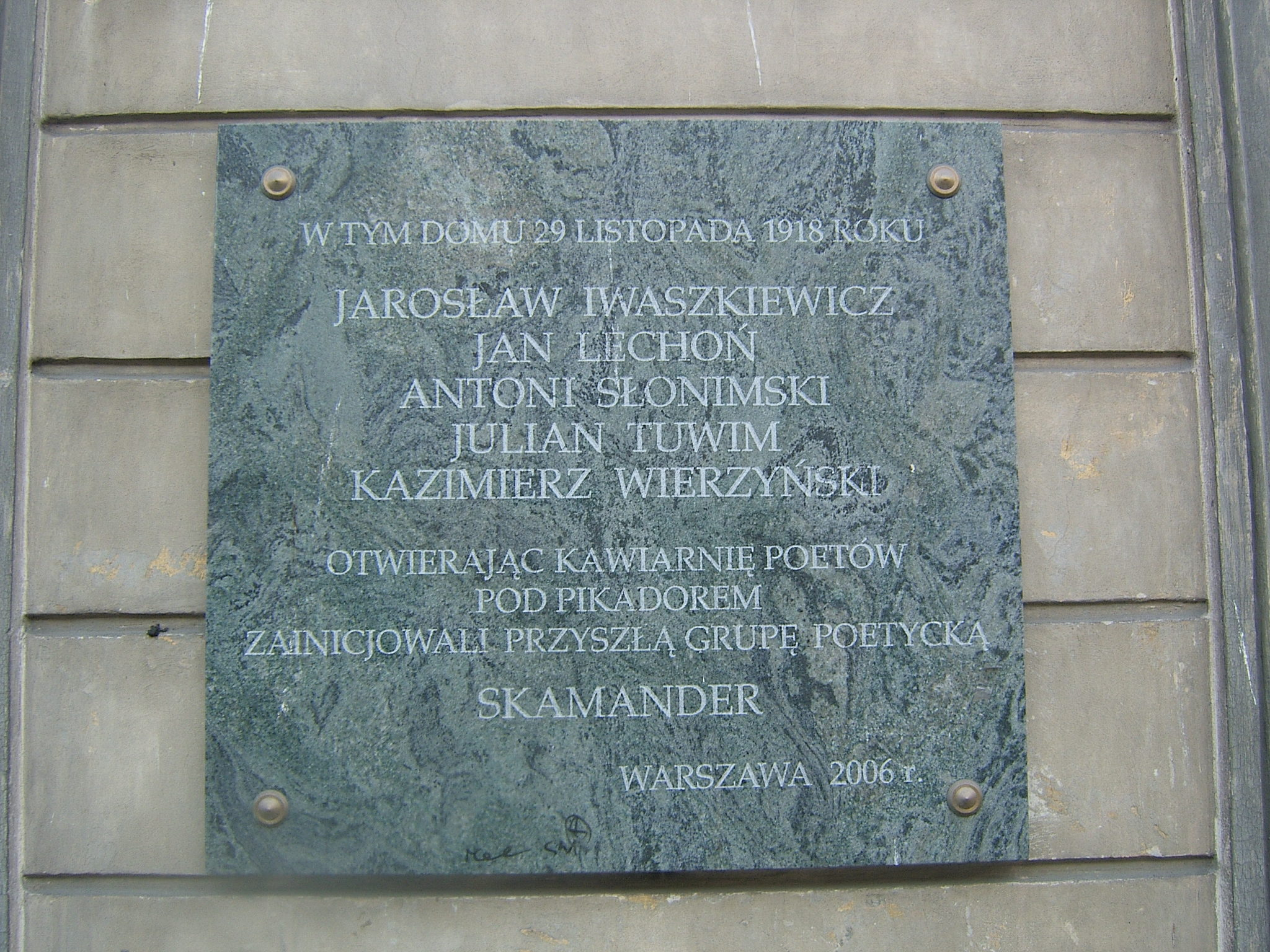
Tablica pamiątkowa na ścianie kamienicy przy ul. Nowy Świat 57

Pod Picadorem – kawiarnia artystyczna otwarta 29 listopada 1918, mieszcząca się początkowo przy Nowym Świecie nr 57 w Warszawie, później w piwnicy Hotelu Europejskiego, znana jako miejsce spotkań grupy literackiej „Skamander”.

## Historia i profil
Organizatorem lokalu był poeta Tadeusz Raabe, natomiast założycielami poeci skupieni wokół miesięcznika „Pro Arte et Studio”: Jan Lechoń, Antoni Słonimski i Julian Tuwim. Dekoracje wnętrza wykonali Romuald Kamil Witkowski i Aleksander Świdwiński.
W intencjach założycieli kawiarnia była realizacją ideału nowego typu sztuki – ośmieszającej i dekonstruującej konwencję „koturnowości” poezji Młodej Polski oraz niwelującej dystans między poetami a zwykłymi ludźmi. Otwarcie kawiarni zostało poprzedzone kampanią reklamową, która szokowała warszawiaków (odwoływanie się do powstających w tamtym czasie w Rosji kawiarni literackich, potraktowanie poezji jako towaru, który należy reklamować). Za wejście żądano 5 marek. Natomiast specjalny cennik regulował wszelkie kontakty między artystą a widzem (np. objaśnienie przeczytanego utworu kosztowało 75 marek). Do stałego grona pikadorczyków należeli: poeci – Lechoń, Słonimski, Tuwim, Iwaszkiewicz, potem Wierzyński, malarze – Świdwiński i Witkowski, oraz pisarze starszego pokolenia – Feliks Przysiecki i Grzegorz Glass. Stałymi bywalcami (po stronie publiczności) byli Stefan Żeromski, Wacław Berent, Bolesław Leśmian i Leopold Staff. Oprócz wierszy – deklamowanych na specjalnym podium – odczytywano satyry polityczne, odwołujące się do spraw powstającego właśnie państwa polskiego, oraz satyry antymieszczańskie.
Na początku lutego 1919 pikadorczycy połączyli się z klubem futurystów i przenieśli się do podziemi Hotelu Europejskiego (róg ul. Czystej i placu Saskiego – dziś Ossolińskich i placu marsz. J. Piłsudskiego), do którego wchodziło się przez sklep gastronomiczny Kubina. Futuryści ogłaszali się w prasie jako Klub Futurystów Polskich „Czarna Latarnia” lub Cech Poetów.
22 lutego 1919 do kawiarni wkroczyła policja po otrzymaniu „wiadomości anonimowej, jakoby w klubie futurystów odbywały się zebrania bolszewickie, i że znajduje się tam skład broni”. Szczegółowa rewizja nie dała żadnych rezultatów, jednak ze względu na obowiązującą w tamtym czasie godzinę policyjną uczestnicy spotkania zostali odwiezieni na komisariat. Autorem anonimu okazał się później Tadeusz Dymowski.
Kawiarnia w nowym miejscu istniała zaledwie kilka miesięcy – w drugiej połowie kwietnia 1919 została ostatecznie zamknięta. Jednak sympatia pomiędzy futurystami a skamandrytami trwała jeszcze dwa lata. Przerwana została dopiero wówczas, gdy „Skamander” zdobył dominującą pozycję w życiu literackim, a futuryści ogłosili swój program artystyczny.